# Coalizione Canaria
La Coalizione Canaria (in spagnolo: Coalición Canaria, CC) è il partito nazionalista liberale delle Isole Canarie della Spagna.
La coalizione nasce nel 1993 dall'unione di diversi partiti nazionalisti, conservatori, progressisti ed indipendenti. Governa le Canarie dalla sua fondazione, quando sostituì la vecchia amministrazione guidata dal PSOE rimossa da una mozione di sfiducia, al 2019. Governa anche le amministrazioni locali di Tenerife, Las Palmas de Gran Canaria e Fuerteventura e ha la maggioranza nella maggior parte dei consigli comunali nelle isole. Nelle Cortes Generales, ottiene 2 deputati e 5 senatori nel 2004, diventando il maggior partito dell'arcipelago. Per le elezioni amministrative del municipio de La Oliva a Fuerteventura il candidato sindaco, nel 2023, è Isaí Blanco Carrera.
Attualmente ne è presidente Paulino Rivero.

## Risultati
| Elezione                          | Voti                                    | %                                       | Seggi                             |
| Gruppi Indipendenti delle Canarie | Gruppi Indipendenti delle Canarie       | Gruppi Indipendenti delle Canarie       | Gruppi Indipendenti delle Canarie |
| --------------------------------- | --------------------------------------- | --------------------------------------- | --------------------------------- |
| Generali 1986                     | 65.664                                  | 0,33                                    | 1 / 350                           |
| Europee 1987                      | 96.895                                  | 0,50                                    | 0 / 60                            |
| Europee 1989                      | Nella Coalizione Nazionalista           | Nella Coalizione Nazionalista           | 0 / 64                            |
| Generali 1989                     | 64.767                                  | 0,32                                    | 1 / 350                           |
| Coalizione Canaria                |                                         |                                         |                                   |
| Generali 1993                     | 207.077                                 | 0,88                                    | 4 / 350                           |
| Europee 1994                      | Nella Coalizione Nazionalista           | Nella Coalizione Nazionalista           | 1 / 64                            |
| Generali 1996                     | 220.418                                 | 0,88                                    | 4 / 350                           |
| Europee 1999                      | Nella Coalizione Europea                | Nella Coalizione Europea                | 1 / 64                            |
| Generali 2000                     | 248.261                                 | 1,07                                    | 4 / 350                           |
| Generali 2004                     | 235.221                                 | 0,91                                    | 3 / 350                           |
| Europee 2004                      | Nella Coalizione Europea                | Nella Coalizione Europea                | 0 / 54                            |
| Generali 2008                     | 174.629                                 | 0,68                                    | 2 / 350                           |
| Europee 2009                      | Nella Coalizione per l'Europa           | Nella Coalizione per l'Europa           | 0 / 50                            |
| Generali 2011                     | 143.881                                 | 0,59                                    | 2 / 350                           |
| Europee 2014                      | Nella Coalizione per l'Europa           | Nella Coalizione per l'Europa           | 0 / 54                            |
| Generali 2015                     | 81.917                                  | 0,32                                    | 1 / 350                           |
| Generali 2016                     | 78.253                                  | 0,33                                    | 1 / 350                           |
| Generali 2019 (Apr.)              | 137.664                                 | 0,53                                    | 2 / 350                           |
| Europee 2019                      | Nella Coalizione per un'Europa Solidale | Nella Coalizione per un'Europa Solidale | 0 / 54                            |
| Generali 2019 (Nov.)              | 123.981                                 | 0,51                                    | 1 / 350                           |
| Europee 2024                      | Nella Coalizione per un'Europa Solidale | Nella Coalizione per un'Europa Solidale | 0 / 61                            |
| Generali 2023                     | 116,363                                 | 0,47                                    | 1 / 350                           |
| 1. 2.                             |                                         |                                         |                                   |